# Robert McKnight (Eishockeyspieler)
Robert Guthrie „Bob“ McKnight (* 19. März 1938 in Barrie, Ontario; † 21. März 2021 in Kitchener, Ontario) war ein kanadischer Eishockeyspieler.

## Biografie
Robert McKnight wuchs in North Bay in der Provinz Ontario auf und begann seine Karriere 1955 bei den Toronto St. Michael’s Majors in der Ontario Hockey Association. 1958 wurde er von den Kitchener-Waterloo Beavers für zwei Playoff-Spiele um den Allan Cup nominiert. Zwar konnte das Team das Turnier nicht gewinnen, jedoch war der Klub von McKnight überzeugt und verpflichtete den linken Flügelspieler für zwei Spielzeiten. Bei den Olympischen Winterspielen 1960 in Squaw Valley, die zugleich als Weltmeisterschaft galten, konnte McKnight mit der Kanadischen Nationalmannschaft die Silbermedaille gewinnen. McKnight absolvierte im Turnierverlauf zwei Spiele und  erzielte ebenso viele Tore. Im gleichen Jahr schloss er sich den Galt Terriers an und konnte mit dem Klub seinen ersten Allan Cup gewinnen. Dies führte zu weiteren Nominierungen für den Kader der Kanadischen Nationalmannschaft bei der Weltmeisterschaft 1962 und Weltmeisterschaft 1963. 1962 gewann das kanadische Team erneut die Silbermedaille. Bis 1965 spielte McKnight für die Galt Terriers, die sich 1963 in Cambridge Hornets umbenannten. Danach pausierte er für ein Jahr und schloss sich 1966 den Guelph Regals an. Er bestritt jedoch nur 14 Spiele und beendete danach seine Karriere.
Robert McKnight schloss 1959 sein Studium an der University of Toronto ab und war über 40 Jahre in der Versicherungsbranche bei mehreren Unternehmen beschäftigt. McKnight heiratete Leslie Scott, mit der er einen Sohn (Tim) und eine Tochter (Patti) hatte. Im März 2021 starb der ehemalige Eishockeyspieler nach langer Alzheimer-Krankheit zwei Tage nach seinem 83. Geburtstag.